# Ceratocaryum argenteum
Ceratocaryum argenteum là một loài thực vật có hoa trong họ Restionaceae. Loài này được Nees ex Kunth mô tả khoa học đầu tiên năm 1841.